# Силврета (масив)
Силврета (Silvretta) е масив в Ретийските Алпи, на границата между Австрия и Швейцария. Въпреки че повечето върхове се издигат малко над 3000 м н. в., те са заобиколени от много ледници. Поради това масивът се нарича също и „Синята Силврета“.

## Описание
Силврета има форма на дъга, отворена на север, която е леко издължена по посока изток-запад. Размерите са приблизително 25 на 40 км. Макар че се намира на вододела между басейните на Дунав и Рейн, масивът всъщност е напречно разположен. Западната му част остава между горните течения на рейнските притоци Ил и Ланкварт, а източната - между Ин и неговия приток Тризана. Неговото продължение на запад към държавата Лихтенщайн е известно като хребетът Ретикон. На юг, през прохода Флюела, се свързва с друг хребет - Албула. На север преминава в Лехталските Алпи.
Макар да не е в центъра на Ретийските Алпи, Силврета е център на ретороманското население на Швейцария. След като римляните покоряват района и създават провинция Реция, тук навлизат много чужди елементи, но все пак контролът върху затворените дълбоки долини остава под контрола на местния народ рети. През ранното средновековие динамичните събития на север изтикват тук нови бегълци, този път германоезични. Масивът ограничава тяхното проникване към реките Ланкварт и Албула и позволява да се съхрянат местните традиции и култура.

## Върхове
В центъра на масива стои величественият връх Пиц Буин, но той е едва трети по височина. Най-висок е Пиц Линард (3411 м), който остава на юг, изцяло в Швейцария. Вторият Флухтхорн е на север. Силврета има общо 16 върхове над 3000 м и най-високите десет са:
| Връх            | Височина |
| --------------- | -------- |
| Пиц Линард      | 3 411 м  |
| Флухтхорн       | 3 399 м  |
| Пиц Буин        | 3 312 м  |
| Ферстанклахорн  | 3 301 м  |
| Пиц Флиана      | 3 284 м  |
| Силвретахорн    | 3 244 м  |
| Аугщенберг      | 3 228 м  |
| Платенхьорнер   | 3 221 м  |
| Драйлендершпице | 3 212 м  |
| Пиц Тасна       | 3 183 м  |

## Ледници
Наличието на толкова ледници в сравнително нисък масив е учудващо на пръв поглед. То се дължи на преобладаващите западни ветрове, които предизвикват обилни снеговалежи. Освен това ледниците не са около първенеца Пиц Линард, а около Пиц Буин, по границата между Австрия и Швейцария. Най-големи между тях са Силврета (на южния склон) и Грос Фермунт (на северния) - и двата по около 3 км. дължина. Общата им площ е около 15 кв. км, но тя намалява всяка година поради глобалното затопляне.

## Туризъм
Масивът Силврета e много популярна туристическа дестинация. От швейцарска страна са повечето ски курорти (като Клостер и Силврета Монтафон). Изградени са общо 400 км ски писти. Предлагат се и ски преходи, които се оценяват със средна трудност, въпреки че включват някои трихилядници. Към австрийската част е насочен по-сериозен интерес от страна на алпинистите. През лятото са възможни над 850 прехода по различни пътеки, от които се разкриват красиви гледки.